# Турецький ней

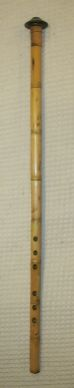
Турецький шах-ней

Турецький ней — це поздовжня флейта, яку грають, дмухаючи з відкритого кінця. Виготовляється з тростини й представляє османську варіацію давнього нея. Разом із турецьким танбуром (лютнеподібний інструмент) і турецькою кеменче (смичковий інструмент) належить до найхарактерніших інструментів класичної турецької музики. Ней також відіграє ключову роль у музиці суфійських ритуалів Мевлеві (сема).

## Опис
Турецький ней — це косо тримана флейта з ободу, виготовлена з велетенської тростини (Арундо тростинний). Має шість отворів для пальців на передній стороні та високорозташований отвір для великого пальця на звороті. Цей отвір не розміщений по центру, а нахилений вліво або вправо — залежно від того, чи призначено інструмент для гри з лівою чи правою рукою зверху.
Особливістю, що відрізняє турецький ней від подібних інструментів інших культур, є розширений мундштук або упор для губ, який називається башпаре. Традиційно його виготовляли з рогу буйвола, слонової кістки або чорного дерева, але в сучасності часто використовуються пластик чи інші міцні матеріали.
Під час гри башпаре притискають до майже зімкнених губ, а сам інструмент нахиляють так, щоб вузький струмінь повітря дувся з центру губ на внутрішній край нея — ліворуч або праворуч, відповідно до його конструкції (під ліву чи праву руку). Ця техніка дає нижчу гучність, але забезпечує кращий контроль звуку порівняно з технікою гри на перському неї чи монгольському цуурі, де мундштук заводять під верхню губу і притискають до зубів.
Окрім пальцьових отворів, висоту тону можна змінювати за допомогою варіацій амбушура (положення губ), кута нахилу інструмента та сили дмуху: сильніший дмух дозволяє отримати вищі ноти.
У порівнянні з більшістю свисткових флейт та язичкових інструментів, ней вважається складним для опанування — на початковому етапі може знадобитися кілька тижнів, щоб отримати правильний звук, і ще більше часу — щоб освоїти повний діапазон. Досвідчений виконавець може витягнути близько 100 чітко розрізнюваних тонів у діапазоні понад дві з половиною октави.

## Розміри
До впровадження системи назв нот до-ре-мі в Туреччині, використовувалися повні довгі назви для кожної ноти. Деякі з них збереглися у вжитку в колах виконавців на неї — зокрема як назви аплікатур (комбінацій пальців) для певного перде (мелодичного ладу або набору висот, що використовуються під час виконання).
| Назва перде | Аплікатура    | Нота (найнижчий регістр мансур нея) |
| ----------- | ------------- | ----------------------------------- |
| Neva        | ● ○ ● ○ ○ ● ○ | Ре                                  |
| Nim hicaz   | ● ● ○ ○ ○ ● ○ | До-дієз                             |
| Çargah      | ● ● ● ○ ○ ● ○ | До                                  |
| Segah       | ● ● ● ● ○ ● ○ | Сі                                  |
| Kürdi       | ● ● ● ● ● ○ ○ | Сі-бемоль                           |
| Dügah       | ● ● ● ● ● ● ○ | Ля                                  |
| Rast        | ● ● ● ● ● ● ● | Соль                                |

Неї бувають різної довжини, кожна з яких створює окрему тональність. Професійні музиканти зазвичай мають набір неїв у різних тональностях, щоб гармоніювати з іншими інструментами в ансамблі.
У деяких турецьких музичних колах висота звучання (акорд) нея визначається за тоном, який видається при грі в позиції rast perde. Наприклад, деякі називають основною нотою ту, яка звучить при закритих усіх отворах: тоді Davud — це мі, Bolâhenk nısfiye — ре, а Şah — фа. В інших випадках висота визначається за нотою (перде), що відповідає стандарту A=440 Гц (diapazon). У такому випадку нота є на півтону вище — наприклад, Мансур належить до A/Ля, а не G/Соль. Довжина нея в такому разі вказується приблизно, оскільки вона може дещо змінюватися залежно від природних властивостей конкретної тростини.
| Назва нея                | Середня довжина | Стрій Dügah    | Нота (турецька) | Нота (фортепіанна) |
| ------------------------ | --------------- | -------------- | --------------- | ------------------ |
| Bolahenk Nısfiye         | 520 мм          | Hüseyni        | Ля              | Мі                 |
| Bolahenk-Süpürde Mabeyni | 550 мм          | Hisar          | Соль-дієз       | Мі-бемоль          |
| Süpürde Ney              | 580 мм          | Neva           | Соль            | Ре                 |
| Müstahsen                | 620 мм          | Nim Hicaz      | Фа-дієз         | До-дієз            |
| Yıldız Ney               | 665 мм          | Çargah         | Фа              | До                 |
| Kız Ney                  | 710 мм          | Buselik        | Мі              | Сі                 |
| Kız-Mansur Mabeyni       | 745 мм          | Dik Kürdi      | Мі-бемоль       | Сі-бемоль          |
| Mansur Ney               | 780 мм          | Dügah          | Ре              | Ля                 |
| Mansur-Şah Mabeyni       | 820 мм          | Zirgüle        | До-дієз         | Соль-дієз          |
| Şah Ney                  | 860 мм          | Rast           | До              | Соль               |
| Davud Ney                | 910 мм          | Irak           | Сі              | Фа-дієз            |
| Davud-Bolahenk Mabeyni   | 970 мм          | Acem Aşiran    | Сі-бемоль       | Фа                 |
| Bolahenk Ney             | 1 м 40 мм       | Hüseyni Aşiran | Ля              | Мі                 |

## Аплікатура
Нижче подано опис того, як аплікатура, кут і сила дмуху (умовно представлені символами швидкості і напрямку вітру, запозиченими з Національної служби погоди США) комбінуються для створення звуків у популярній ладовій системі ("Гюсейні") на типовій турецькій флейті ней типу болагенк (Bolahenk). Зверніть увагу, що деякі звуки можуть добуватися двома різними способами.
| Дмух | Аплікатура    | Частота (Гц) | Нота |
| ---- | ------------- | ------------ | ---- |
|      | ● ● ● ● ● ● ● | 587          | Ля   |
|      | ● ● ● ● ● ● ○ | 660          | Сі   |
|      | ● ● ● ● ○ ● ○ | 739          | До   |
|      | ● ● ● ○ ○ ● ○ | 783          | Ре   |
|      | ● ○ ● ○ ○ ● ○ | 880          | Мі   |
|      | ○ ● ○ ● ○ ● ○ | 927          | Фа   |
|      | ○ ○ ○ ● ○ ● ○ | 1043         | Соль |
|      | ● ● ● ● ● ● ● | 1174         | Ля   |
|      | ● ● ● ● ● ● ○ | 1321         | Сі   |
|      | ● ● ● ● ○ ● ○ | -            | До   |
|      | ● ● ● ○ ○ ● ○ | 1566         | Ре   |
|      | ● ● ● ● ● ● ● | 1761         | Мі   |
|      | ● ○ ● ○ ○ ● ○ | 1761         | Мі   |
|      | ● ● ● ● ● ● ○ | -            | Фа   |
|      | ● ● ● ● ○ ● ○ | -            | Соль |
|      | ● ● ● ○ ○ ● ○ | 2348         | Ля   |
|      | ● ● ● ● ● ● ● | 2348         | Ля   |
|      | ● ● ● ● ● ● ○ | -            | Сі   |
|      | ● ○ ● ○ ○ ● ○ | -            | Сі   |
|      | ● ● ● ● ○ ● ○ | -            | До   |
|      | ● ● ● ○ ○ ● ○ | 3132         | Ре   |
|      | ● ○ ● ○ ○ ● ○ | 3522         | Мі   |
|      | ● ● ● ● ○ ● ○ | -            | Фа   |
|      | ● ● ● ○ ○ ● ○ | -            | Соль |
|      | ● ○ ● ○ ○ ● ○ | 4696         | Ля   |
|      | ● ● ● ○ ○ ● ○ | -            | Сі   |

У класичній турецькій музиці використовуються сотні подібних ладів. Гюсейні — мабуть, найчастіше вживаний. Близько десятка найпоширеніших ладів охоплюють значну частину всього турецького класичного музичного репертуару, тоді як багато інших використовуються рідко.

## Споріднені інструменти
Найближчими родичами класичного турецького нею є арабський най і перський ней — ці інструменти не мають мундштука, натомість виконавець дмухає на загострений край трубки. У турецькій народній музиці існує два типи нею: один має свистковий мундштук і називається тутек, інший — dilsiz ney — це флейта, в яку дмухають збоку, як і в класичний турецький ней. Болгарський кавал, народний інструмент, подібний до турецького dilsiz ney. Румунський най — це пан-флейта, а не поздовжня флейта, але він може бути споріднений з нейом як етимологічно, так і морфологічно.

## Дивіться також
- Кавал
- Най

## Зовнішні посилання
- «Будівництво турецького Нею», Ентоні Теймер у TMQ
- «Побудова турецької та арабської Ней + музичні зразки в Греції», '
- Імпровізація Сулеймана Ергунера на Ṣah ney (уривок) 00:01:58, 4.7 MB, mp3
- NEYDERGISI, Перший журнал лише про NEY (турецька)
- NEYZEN, корисний ресурс (англійською) [Архівовано 27 вересня 2007 у Wayback Machine.]
- Зміст квартального журналу Turkish Music